# Funkcja tworząca prawdopodobieństwa
Funkcja tworząca prawdopodobieństwa dyskretnej zmiennej losowej – przedstawienie szeregu potęgowego (funkcji tworzącej) funkcji masy prawdopodobieństwa zmiennej losowej. Funkcje tworzące prawdopodobieństwa są często wykorzystywane ze względu na ich zwięzły opis ciągu prawdopodobieństw {\displaystyle \mathbb {P} (X=k)} w funkcji rozkładu prawdopodobieństwa zmiennej losowej {\displaystyle X} oraz do połączenia z dobrze rozwiniętą teorią szeregów potęgowych z nieujemnymi współczynnikami.

## Definicja formalna

### Przypadek jednowymiarowy
Jeżeli {\displaystyle X} jest dyskretną zmienną losową o wartościach ze zbioru nieujemnych liczb całkowitych {\displaystyle \{0,1,\dots \},} to funkcja tworząca prawdopodobieństwo X jest definiowana jako
{\displaystyle G_{X}(z)=\mathbb {E} (z^{X})=\sum _{k=0}^{\infty }\mathbb {P} (X=k)z^{k}.}
Indeksy w oznaczeniach {\displaystyle G_{X}} i {\displaystyle P_{X}} są często używane do podkreślenia, że te oznaczenia odnoszą się do konkretnej zmiennej losowej {\displaystyle X} i do jej rozkładu. Szereg potęgowy jest zbieżny bezwzględnie co najmniej dla wszystkich liczb zespolonych {\displaystyle z,} takich że {\displaystyle |z|\leqslant 1.} W wielu przykładach promień zbieżności jest większy.

### Przypadek wielowymiarowy
Jeśli {\displaystyle X=(X_{1},\dots ,X_{d})} jest dyskretną zmienną losową o wartościach w {\displaystyle d}-wymiarowej kracie nieujemnych liczb całkowitych {\displaystyle \{0,1,\dots \}^{d},} wtedy funkcję tworząca prawdopodobieństwa X jest zdefiniowana jako
{\displaystyle G(z)=G(z_{1},\dots ,z_{d})=\mathbb {E} {\big (}z_{1}^{X_{1}}\ldots z_{d}^{X_{d}}{\big )}=\sum _{x_{1},\dots ,x_{d}=0}^{\infty }p(x_{1},\dots ,x_{d})z_{1}^{x_{1}}\ldots z_{d}^{x_{d}},}
gdzie {\displaystyle p} jest funkcją masy prawdopodobieństwa {\displaystyle X.} Szereg potęgowy jest zbieżny bezwzględnie co najmniej na wszystkich złożonych wektorach {\displaystyle z=(z_{1},\dots ,z_{d})\in C_{d}} z {\displaystyle \max\{|z_{1}|,\dots ,|z_{d}|\}\leqslant 1.}

## Właściwości

### Szeregi potęgowe
Funkcje tworzące prawdopodobieństwo spełniają wszystkie warunki szeregów potęgowych o współczynnikach nieujemnych. W szczególności, {\displaystyle G(1^{-})=1,} gdzie {\displaystyle G(1^{-})=\lim _{z\to 1^{-}}G(z)} od dołu, ponieważ prawdopodobieństwa muszą sumować się do jedynki. Wynika z tego, że promień zbieżności każdej funkcji tworzącej prawdopodobieństwa musi być równy co najmniej 1 na mocy twierdzenia Abela dla szeregów potęgowych o nieujemnych współczynnikach.

### Prawdopodobieństwa i wartości oczekiwane
Następujące własności pozwalają na wyprowadzenie różnych podstawowych wielkości związanych z {\displaystyle X{:}}
1. Funkcja gęstości prawdopodobieństwa {\displaystyle X} można wyznaczyć za pomocą pochodnej {\displaystyle G}
{\displaystyle p(k)=\mathbb {P} (X=k)={\frac {G^{(k)}(0)}{k!}}.}
2. Z Własności 1 wynika, że jeśli zmienne losowe {\displaystyle X} i {\displaystyle Y} mają równe funkcje tworzące prawdopodobieństwa, {\displaystyle G_{X}=G_{Y},} to {\displaystyle P_{X}=P_{Y}.} To znaczy, że jeśli {\displaystyle X} i {\displaystyle Y} mają funkcje tworzące prawdopodobieństwa, to mają identyczne rozkłady.
3. Normalizacja funkcji gęstości prawdopodobieństwa może być wyrażona poprzez funkcje tworzące wzorem:
{\displaystyle \mathbb {E} (1)=G(1^{-})=\sum _{i=0}^{\infty }f(i)=1.}
Wartość oczekiwana {\displaystyle X} jest wyrażona jako
{\displaystyle \mathbb {E} (X)=G'(1^{-}).}
Bardziej ogólnie, {\displaystyle k}-ty moment silni {\displaystyle \mathbb {E} (X)_{n}=\mathbb {E} (X(X-1)\dots (X-k+1)),} {\displaystyle X} jest dany przez
{\displaystyle {\textrm {E}}\left({\frac {X!}{(X-k)!}}\right)=G^{(k)}(1^{-}),\quad k\geqslant 0.}
Więc wariancja {\displaystyle X} jest wyrażona przez
{\displaystyle \operatorname {Var} (X)=G''(1^{-})+G'(1^{-})-[G'(1^{-})]^{2}.}
4. {\displaystyle G_{x}(e^{t})=M_{X}(t),} gdzie {\displaystyle X} jest zmienną losową, {\displaystyle G(t)} funkcją tworzącą prawdopodobieństwa, a {\displaystyle M(t)} jest funkcją tworzącą momenty.

### Funkcje niezależnych zmiennych losowych
Funkcje tworzące prawdopodobieństwo są szczególnie przydatne przy zajmowaniu się funkcjami niezależnych zmiennych losowych. Na przykład:
- Jeśli {\displaystyle X_{1},X_{2},\dots ,X_{n}} jest ciągiem niezależnych (i niekoniecznie o identycznym rozkładzie) zmiennych losowych i

{\displaystyle S_{n}=\sum _{i=1}^{n}a_{i}X_{i},}
gdzie ai są stałymi, wtedy funkcja tworząca prawdopodobieństwa jest dana przez
{\displaystyle G_{S_{n}}(z)=\mathbb {E} (z^{S_{n}})=\mathbb {E} (z^{\sum _{i=1}^{n}a_{i}X_{i}})=G_{X_{1}}(z^{a_{1}})G_{X_{2}}(z^{a_{2}})\ldots G_{X_{n}}(z^{a_{n}}).}
Na przykład jeśli
{\displaystyle S_{n}=\sum _{i=1}^{n}X_{i},}
to funkcja tworząca prawdopodobieństwa {\displaystyle G\ Sn\ (z),} jest dana przez
{\displaystyle G_{S_{n}}(z)=G_{X_{1}}(z)G_{X_{2}}(z)\ldots G_{X_{n}}(z).}
Z powyższego wynika również, że funkcja tworząca prawdopodobieństwa różnicy dwóch niezależnych zmiennych losowych {\displaystyle S=X_{1}-X_{2}} jest
{\displaystyle G_{S}(z)=G_{X_{1}}(z)G_{X_{2}}(1/z).}
- Przypuśćmy, że {\displaystyle N} jest także niezależną dyskretną zmienną losową przyjmującą wartości nieujemnych liczb całkowitych, z funkcją tworzącą prawdopodobieństwa {\displaystyle G_{N}.} Jeśli {\displaystyle x_{1},x_{2},\dots ,X_{n}} są niezależnymi {\displaystyle i} i o identycznych rozkładach ze wspólną funkcją tworzącą prawdopodobieństwa {\displaystyle G_{X},} wtedy

{\displaystyle G_{S_{N}}(z)=G_{N}(G_{X}(z)).}
Można to zobaczyć, stosując twierdzenie o całkowitej wartości oczekiwanej, jak następuje:
{\displaystyle G_{S_{N}}(z)=\mathbb {E} (z^{S_{N}})=\mathbb {E} (z^{\sum _{i=1}^{N}X_{i}})=\mathbb {E} {\big (}\mathbb {E} (z^{\sum _{i=1}^{N}X_{i}}|N){\big )}=\mathbb {E} {\big (}(G_{X}(z))^{N}{\big )}=G_{N}(G_{X}(z)).}
Ten ostatni fakt jest przydatny w badaniach procesu Galtona-Watsona.
- Przypuśćmy znowu że {\displaystyle N} jest także niezależną, dyskretna zmienną losową o wartości ze zbioru nieujemnych liczb całkowitych, z funkcją tworzącą prawdopodobieństwa {\displaystyle G_{N}.} Jeżeli {\displaystyle x_{1},x_{2},\dots ,X_{n}} są niezależnymi zmiennymi losowymi, ale nie o identycznych rozkładach, gdzie {\displaystyle G_{X_{i}}} oznacza funkcję tworzącą prawdopodobieństwa {\displaystyle X_{i},} wtedy

{\displaystyle G_{S_{N}}(z)=\sum _{i\geqslant 1}f_{i}\prod _{k=1}^{i}G_{X_{i}}(z).}
Dla {\displaystyle X_{i}} o identycznych rozkładach {\displaystyle X_{i},} to upraszcza się do tożsamości powyżej. Ogólny przypadek jest czasami przydatny do uzyskania dekompozycji {\displaystyle S_{N}} poprzez funkcje tworzące.

## Przykłady
- Funkcja tworząca prawdopodobieństwa zmiennej losowej stałej równej {\displaystyle c,} to znaczy {\displaystyle \mathbb {P} (X=c)=1,} jest

{\displaystyle G(z)=z^{c}.}
- Funkcja tworząca prawdopodobieństwa dwumianowej zmiennej losowej, liczba sukcesów w {\displaystyle n,} próbach z prawdopodobieństwem {\displaystyle p} sukcesu w każdej próbie, jest

{\displaystyle G(z)=\left((1-p)+pz\right)^{n}.}
Należy pamiętać, że jest to {\displaystyle n}-krotny funkcji tworzącej prawdopodobieństwa losowej zmiennej Bernoulliego z parametrem {\displaystyle p.}
- Funkcja tworząca prawdopodobieństwa zmiennej losowej dwumianowej ujemnej, liczba niepowodzeń które nastąpiły przed {\displaystyle r}-tym sukcesem z prawdopodobieństwem sukcesu {\displaystyle p} w każdej próbie, jest

{\displaystyle G(z)=\left({\frac {p}{1-(1-p)z}}\right)^{r}.}
Pamiętajmy że jest to {\displaystyle r}-krotny produkt funkcji tworzącej prawdopodobieństwa geometrycznej zmiennej losowej.
- Funkcja tworząca prawdopodobieństwa zmiennej losowej Poissona z parametrem skali {\displaystyle \lambda } jest

{\displaystyle G(z)={\textrm {e}}^{\lambda (z-1)}.}

## Pojęcia pokrewne
Funkcja tworząca prawdopodobieństwa jest przykładem funkcji tworzącej ciąg: zobacz także formalne szeregi potęgowe. Jest to czasem nazywane transformatą Z funkcji masy prawdopodobieństwa.
Inne funkcje tworzące zmiennych losowych obejmują funkcję generowania momentów, funkcję charakterystyczną i funkcję tworzącą kumulanty.